# Borja Arévalo
Borja Nicolás Arévalo Sáenz (8 de enero de 1991 en Logroño, La Rioja) es un jugador de baloncesto español. Con 1.95 de estatura, su puesto natural es el de base.

## Trayectoria
Borja Arévalo es un base 1,95 m de altura, formado en el CB Clavijo equipo y donde jugó durante cinco temporadas en LEB Oro.
Borja su último año en Clavijo, tuvo una valoración media de 17,5 y fue el mejor base de la liga promediando 8 puntos por partido, 6,6 rebotes y 3,5 asistencias, lo que le hizo estar en el quinteto ideal  una vez finalizada la temporada como el mejor base de la LEB Oro.
En verano de 2016, llega al TAU Castelló, que se ha hace con los servicios del base riojano como recambio de Miki Servera, que abandonó el club tras recibir una oferta de un equipo ACB.